# ميدل أوف أونر: ألايد أسولت
ميدل أوف أونر: ألايد أسولت (بالإنجليزية: Medal of Honor: Allied Assault) وتعني وسام الشرف: هجوم الحلفاء هي لعبة حاسوب تصويب من المنظور الأول طورتها شركة 2015 وأبدعها ستيفن سبيلبرغ. وهي الحلقة الثالثة من مسلسل إصدارات ميدل أوف أونر. وتحاكي اللعبة القتال المسلح في مسارح العمليات الأوروبية والشمال أفريقية أثناء الحرب العالمية الثانية. وكانت هذه اللعبة هي أول إصدار في سلسلة ميدل أوف أونر تُلعب على ويندوز والوحيدة أيضاً التي يمكن لعبها على لينكس. ويتقمص اللاعب دور مايك باول، الملازم في قوات جوالة جيش الولايات المتحدة، الذي يعمل لصالح المكتب الأمريكي للخدمات الاستراتيجية وهي وكالة استخبارات تكونت أثناء الحرب العالمية الثانية وتعتبر سلف وكالة المخابرات المركزية الأمريكية.
ويقوم اللاعب بمهام منها مهاجمة القواعد الألمانية في مدينة أرزيو بالجزائر وتروندهايم بالنرويج والمشاركة في اجتياح أوماها بيتش يوم إنزالات نورماندي وإنقاذ رفاقه خلف خطوط العدو في فرنسا المحتلة.

## القصة
يتبع اللاعب الملازم الأمريكيمات في شمال أفريقيا وأوروبا كلف فيها بعدد من الأهداف في كل مهمة. ويرسل له العقيد ستانلي هارغروف قائد العمليات المعلومات الخاصة بكل مهمة. ويواجه باول الألمان بمفرده في كل المهمات ولكنه يتلقى المساعدة من قوات الحلفاء في بعض الأحيان.
pjeskin fgkd

## اللعب الجماعي
يمكن لعب ميدل أوف أونر: ألايد أسولت على الشابكة حيث يمكن مشاركة لاعبون حتى 64 لاعباً في نفس الوقت. وتوجد العديد من أنماط اللعب:
- متاح للجميع (بالإنجليزية: Free for All): حيث يقوم اللاعب بالقتال بمفرده ويُعتبر جميع اللاعبين خصوم.
- مباراة بين فريقين (بالإنجليزية: Team Deathmatch): حيث يتواجه فريق الحلفاء ضد فريق المحور.
- الوسم بالجليد (بالإنجليزية: Freeze Tag): حيث يتقاتل فريقي الحلفاء والمحور واللاعب المصاب يتجمد حتى يأتي زميله ليزيل الجليد ليواصل اللعب والفريق الرابح هو الذي لا يتجمد جميع لاعبيه أو يحافظ على عدد لاعبين أكثر قبل نهاية الوقت المحدد. ويمكن اللعب بهذا النمط عند إضافة حزمة تطوير سبيرهاد.
- مهمة (بالإنجليزية: Objective): حيث يكون لكل فريق مهمة ذات أهداف معينة من ينجزها أولاً يفوز بغض النظر عن عدد اللاعبين الباقيين أو المجمدين.
- دور واحد (بالإنجليزية: Round Based): مثلها مثل المباراة بين فريقين ولكن اللاعب الذي يُقتل لا يعود ليلعب مجدداً والفريق الذي يتبقى لديه رجل واحد حي هو الفائز.

## حزم التطوير
سبيرهاد (بالإنجليزية: Spearhead) هي أول حزمة تطوير للعبة. طورتها إليكترونيك آرتس لوس أنجلوس. ويخوض الرقيب جاك بارنز، المظلي التابع للفرقة 101 المحمولة جواً، في مهمات ضمن ثلاثة معارك هامة جرت على المسرح الأوروبي للحرب العالمية الثانية. ويقوم بالأداء الصوتي لجاك بارنز الممثل غاري أولدمان. في بداية اللعبة يكون بارنز في طائرة تستعد لأنزاله خلف حائط الأطلنطي يوم غزو نورماندي، ويواصل طريقه بعد ذلك بالقرب من باستون في أردين أثناء معركة الثغرة، ويخترق برلين قبل أن يبدأ الجيش الأحمر هجومه على المدينة. وأضيفت أسلحة روسية وبريطانية إلى قائمة الأسلحة المستعملة في اللعبة كما يمكن اختيار الجنود السوفيت أو البريطانيين في اللعب الجماعي على الشابكة.
بريكثرو (بالإنجليزية: Breakthrough) هي حزمة التطوير الثانية للعبة. يأخذ اللاعب دور الرقيب جون بيكر من الفرقة 34 مشاة. ويخوض اللاعب في مهمات ضمن معارك في الشمال الأفريقي وإيطاليا منها معركة ممر القصرين وعملية فولكان في بنزرت وغزو صقلية عام 1943 و كذلك السباق إلى ميسينا بين جورج باتون قائد الجيش السابع الأمريكي وبرنارد مونتغمري قائد الجيش الثامن البريطاني وكذلك معركة مونتي كاسينو والنزول في أنسيو عام 1944

## وصلات خارجية
- مجموعة من المقالات النقدية للعبة
- عرض موقع IGN
- ميدل أوف أونر: ألايد أسولت على موقع IMDb (الإنجليزية)